# Tuyết tùng Liban
Tuyết tùng Liban, còn gọi là hương bách, hương bá hay bách hương, bá hương (tên khoa học: Cedrus libani) là một loài thực vật hạt trần trong họ Thông. Loài này được A.Rich. miêu tả khoa học đầu tiên năm 1823. Đây là loài bản địa của vùng núi khu vực Địa Trung Hải.
Tuyết tùng Liban là một loài cây lá kim thường xanh phát triển độ cao lên đến 40 m, với thân cây có đường kính lên đến 2,5 m. 

## Phân loại học
Có hai thứ hay phân loài của Tuyết tùng Liban:
- Cedrus libani var. libani (Hương bách Liban, còn gọi là Hương nam)
- Cedrus libani var. stenocoma (Hương bách Thổ Nhĩ Kỳ)

Một số nhà thực vật học còn xếp Tuyết tùng Síp và Tuyết tùng Atlas là phân loài của Tuyết tùng Liban. Tuy nhiên đa số các nguồn ngày nay xem chúng là các loài riêng biệt.